# Sinocharis fulgularis
Sinocharis fulgularis là một loài bướm đêm trong họ Noctuidae.